# Potosí (estación)
La estación Potosí, hará parte del sistema de transporte de cable aéreo de Bogotá llamado TransMiCable.

## Ubicación
La estación estará ubicada en el sector sur occidente de la ciudad, más específicamente sobre la Carrera 45 con Calle 82 Sur. Se accederá a ella directamente desde el espacio público a su alrededor.
Atenderá la demanda de los barrios Potosí, Caracolí y Las Brisas.
En las cercanías está el Parque Metropolitano Arborizadora Alta.

## Origen del nombre
La estación recibe su nombre del barrio en el cual se encontrará ubicada.

## Historia
La estación hace parte del proyecto TransMiCable Potosí, cuya licitación se abrió en octubre de 2023 y se adjudicó en diciembre del mismo año. Conectará con el Portal Sur - JFK Cooperativa Financiera.

## Ubicación geográfica
| Noroeste: Ciudad Bolívar | Norte: Ciudad Bolívar | Nordeste: Ciudad Bolívar |
| Oeste: Ciudad Bolívar    |                       | Este: Ciudad Bolívar     |
| Suroeste: Ciudad Bolívar | Sur: Ciudad Bolívar   | Sureste: Ciudad Bolívar  |